# Просворо
Вижте пояснителната страница за други значения на Делвино.
Просворо или Делвино (на гръцки: Πρόσβορρο, катаревуса: Πρόσβορον, Просворон; до 1927 година: Δέλνον, Делнон) е село в Република Гърция, дем Гревена, област Западна Македония.

## География
Селото е разположено на 980 m надморска височина, на около 30 километра западно от град Гревена, от дясната страна по горното течение на река Венетико. На северозапад от землището на Просворо нагоре по реката са разположени последователно самостоятелните селища-общини Месолури (Мецолово) и Доцико (Дуско). Непосредствено на изток от селото е малкият хребет „Пророк Илия“ (1387 метра), част от планината Пинд.

## История
На разположения на изток планински хребет „Свети Илия“ има останки от елинистично селище, до които е издигната новата църква „Свети Илия“.

### В Османската империя
В края на XIX век Делвино е гръцко християнско село в западната част на Гревенската каза на Османската империя. Основната селска църква „Свети Димитър“ е издигната през 1870 година. Нейната камбанария от 1933 година е една от най-красивите в околността.
Според статистиката на Васил Кънчов („Македония. Етнография и статистика“) през 1900 година в Делвино живеят 72 гърци.
Според статистика на Серфидженския санджак на гръцкото консулство в Еласона от 1904 година в Делнон (Δέλνον), Гревенска каза, живеят 133 гърци елинофони християни.

### В Гърция
През Балканската война в 1912 година в селото влизат гръцки части и след Междусъюзническата в 1913 година Делвино влиза в състава на Кралство Гърция.
През 1927 година името на селището е сменено на Просворон.
Големият селски празник се провежда за Илинден. Церемониите започват на самия 20 юли в църквата „Свети Илия“ и продължават и на другия в центъра на селото. Културният силогос на Просворо организира през февруари земляческа вечер в Гревена.
| Име     | Име      | Ново име | Ново име | Описание                                        |
| ------- | -------- | -------- | -------- | ----------------------------------------------- |
| Караули | Καραούλι | Скопия   | Σκοπιά   | връх СИ от Просворо, на левия бряг на Венетикос |

| Година    | 1913 | 1920 | 1928 | 1940 | 1951 | 1961 | 1971 | 1981 | 1991 | 2001 | 2011 | 2021 |
| --------- | ---- | ---- | ---- | ---- | ---- | ---- | ---- | ---- | ---- | ---- | ---- | ---- |
| Население | 332  | 186  | 317  | 369  | 173  | 181  | 98   | 169  | 105  | 186  | 39   | 50   |